# Poison ou Antidote
Albums de Dadju
Gentleman 2.0
(2017) Cullinan
(2022)
Singles
1. Compliqué
Sortie : 28 juin 2019
2. Ma vie
Sortie : 11 octobre 2019
3. Confessions
Sortie : 31 octobre 2019
4. Bobo au cœur
Sortie : 13 mars 2020
5. Grand bain (feat. Ninho)
Sortie : 19 juin 2020
6. Amour toxic
Sortie : 25 septembre 2020
7. Dieu merci (feat. Tiakola)
Sortie : 8 octobre 2020
8. Va dire à ton ex
Sortie : 12 février 2021
9. Tout ou rien du tout (feat. Ocevne)
Sortie : 26 mars 2021
10. Le dua
Sortie : 8 avril 2021
11. Mon soleil (feat. Anitta)
Sortie : 3 juin 2021

Poison ou Antidote, simplement abrégé POA est le deuxième album studio en solo de Dadju, sorti le 22 novembre 2019 et réédité le 30 octobre 2020. Il s'agit d'un double album composé de 30 titres. Il est actuellement certifié disque de diamant en France.

## Genèse
Après le succès de son premier album, Gentleman 2.0, la pression est palpable pour la suite de la carrière de Dadju. L'artiste dévoile son single Compliqué, le premier extrait de son second album, composé par MKL qui partage avec Nyadjiko la composition de l'ensemble du projet.
En octobre, il annonce la sortie de son deuxième album solo, Poison, pour le 15 novembre 2019. La tracklist est dévoilée par l'humoriste Inès Reg.
Deux jours après, le 18 novembre 2019, Dadju sort la deuxième partie de son album Antidote. En moins de deux semaines après la mise en vente de cette deuxième partie, l'album original est certifié disque d'or avec plus de 50 000 exemplaires vendus, puis disque de platine fin décembre 2019.
En 2021, Dadju dévoile la réédition de son album Poison ou Antidote. Ce dernier s'intitule Édition Miel Book et inclut 11 titres inédits.
L'album est certifié triple disque de platine en décembre 2020.

## Liste des titres
| 1.  | Grand bain (feat. Ninho)  | Dadju, Ninho    | MKL      | 3:28 |
| 2.  | Confessions               | Dadju           | Nyadjiko | 4:10 |
| 3.  | Toi d'abord               | Dadju           | Nyadjiko | 3:59 |
| 4.  | Papa                      | Dadju           | MKL      | 4:03 |
| 5.  | Compliqué                 | Dadju           | MKL      | 3:33 |
| 6.  | Bobo au cœur              | Dadju           | Nyadjiko | 3:42 |
| 7.  | Jure-le                   | Dadju           | Stan-E   | 2:33 |
| 8.  | Please (feat. Tayc)       | Dadju, Tayc     | Nyadjiko |      |
| 9.  | Paire d'As (feat. Nekfeu) | Dadju, Nekfeu   | MKL      | 4:08 |
| 10. | Ma vie                    | Dadju           | Nyadjiko | 3:26 |
| 11. | Mémoire courte            | Dadju           | MKL      | 3:41 |
| 12. | Perdu                     | Dadju           | Stan-E   | 3:46 |
| 13. | TPB (feat. Koba LaD)      | Dadju, Koba LaD | Nyadjiko | 3:10 |
| 14. | Ma faute                  | Dadju           | Nyadjiko | 3:52 |
| 15. | Je ne t'aime plus         | Dadju           | MKL      | 4:25 |

| 1.  | Normal                                             | Dadju                                 | Nyadjiko      | 3:22 |
| 2.  | Cette femme                                        | Dadju                                 | MKL           | 3:16 |
| 3.  | Promesse                                           | Dadju                                 | Nyadjiko      | 3:23 |
| 4.  | Robe (feat. Damso)                                 | Dadju, Damso                          | MKL           | 3:45 |
| 5.  | Back It Up                                         | Dadju                                 | Nyadjiko, MKL | 3:20 |
| 6.  | Donne-moi l'accord (feat. Burna Boy)               | Dadju, Burna Boy                      | Kel-P         | 3:07 |
| 7.  | Wouli Liya (feat. Kaly, Soolking & Aymane Serhani) | Dadju, Kaly, Soolking, Aymane Serhani | Nyadjiko      | 4:02 |
| 8.  | Loin                                               | Dadju                                 | MKL           | 3:37 |
| 9.  | Interdit                                           | Dadju                                 | MKL           | 3:58 |
| 10. | Nous (feat. Davido)                                | Dadju, Davido                         | MKL           | 3:57 |
| 11. | Vite ou doucement                                  | Dadju                                 | MKL           | 3:26 |
| 12. | Danger (feat. Wizkid)                              | Dadju, Wizkid                         | Kel-P         | 3:20 |
| 13. | Ma Woman                                           | Dadju                                 | MKL           | 3:52 |
| 14. | Maamou                                             | Dadju                                 | Nyadjiko      | 4:26 |
| 15. | Mwasi Ya Congo (feat. Gaz Mawete)                  | Dadju, Gaz Mawete                     | Nyadjiko      | 5:34 |

| 1. | Le dua                                              | Dadju              | Boumidjal        | 2:40 |
| 2. | Mon soleil (feat. Anitta)                           | Dadju, Anitta      | Nyadjiko         | 3:11 |
| 3. | Si on disait (Remix) (M. Pokora feat. Dadju)        | Vitaa              | Renaud Rebillaud | 3:10 |
| 4. | Goodbye (No Limit feat. Dadju, Chris Brown, Skread) | Dadju, Chris Brown | Skread           | 3:20 |

| 1.  | Amour toxic                         | Dadju              | Dadju, Seysey               | 3:39 |
| 2.  | Dieu merci (feat. Tiakola)          | Dadju, Tiakola     | Dadju, Seysey               | 3:32 |
| 3.  | Jaloux (Remix) (feat. Fally Ipupa)  | Dadju, Fally Ipupa | Dadju, Nyadjiko, Stan-E     | 3:37 |
| 4.  | Va dire à ton ex                    | Dadju              | Dadju, Joé Dwèt Filé, Rdydy | 4:30 |
| 5.  | Up and Down (feat. Jaekers)         | Dadju, Jaekers     | Dadju, Seysey               | 3:13 |
| 6.  | Le Mâle Honnête                     | Dadju              | Dadju, Seysey               | 4:02 |
| 7.  | Provoquer                           | Dadju, Jaekers     | Dadju, Seysey               | 3:25 |
| 8.  | Elle me demande                     | Dadju, Jaekers     | Dadju, Seysey, Takeshi-San  | 3:39 |
| 9.  | Piqûre de rappel                    | Dadju, Jaekers     | Dadju, Seysey               | 2:50 |
| 10. | Tout ou rien du tout (feat. Ocevne) | Dadju, Ocevne      | Dadju, Seysey               | 3:27 |
| 11. | La roue tourne                      | Dadju, Jaekers     | Dadju, Seysey               | 3:25 |

## Clips vidéo
- Compliqué : 7 août 2019
- Ma vie : 11 octobre 2019
- Confessions : 1er novembre 2019
- TPB (feat. Koba LaD) : 11 décembre 2019
- Mwasi Ya Congo (feat. Gaz Mawete) : 20 décembre 2019
- Donne moi l’accord (feat. Burna Boy) : 23 février 2020
- Bobo au cœur : 20 mars 2020
- Grand bain (feat. Ninho) : 30 juillet 2020
- Dieu merci (feat. Tiakola) : 8 octobre 2020
- Amour toxic : 30 octobre 2020
- Up and Down (feat. Jaekers) : 8 novembre 2020
- Va dire à ton ex : 14 février 2021
- Tout ou rien du tout (feat. Ocevne) : 26 mars 2021
- Si on disait (feat. M. Pokora) : 2 avril 2021
- Le dua : 8 avril 2021
- Mon soleil (feat. Anitta) : 25 juin 2021
- Elle me demande : 7 septembre 2021
- Wouli Liya (feat. Kaly, Soolking & Aymane Serhani) : 15 septembre 2021

## Titres certifiés en France
- Confessions  Or[7]
- Compliqué  Diamant[8]
- Paire d'As (feat. Nekfeu)  Or[9]
- Ma vie  Diamant[10]
- Bobo au cœur  Diamant[11]
- TPB (feat. Koba LaD)  Or[12]
- Je ne t'aime plus  Or[13]
- Robe (feat. Damso)  Or[14]
- Back It Up  Or[15]
- Donne-moi l'accord (feat. Burna Boy)  Platine[16]
- Wouli Liya (feat. Kaly, Soolking & Aymane Serhani)  Or[17]
- Ma Woman  Or[18]
- Grand bain (feat. Ninho)  Diamant[19]
- Amour toxic  Diamant[20]
- Dieu merci (feat. Tiakola)   Diamant[21]
- Va dire à ton ex  Or[22]
- Elle me demande  Or[23]
- Si on disait (avec M. Pokora)  Or[24]
- Mon soleil (avec Anitta)  Diamant[25]

## Accueil

### Classements
| Classement (2019)            | Meilleure position |
| ---------------------------- | ------------------ |
| Belgique (Wallonie Ultratop) | 6                  |
| Belgique (Flandre Ultratop)  | 47                 |
| Suisse (Schweizer Hitparade) | 6                  |
| Suisse (Charts Romandie)     | 1                  |

| Classement (2019)            | Meilleure position |
| ---------------------------- | ------------------ |
| Belgique (Wallonie Ultratop) | 74                 |

#### Poison ou Antidote
| Classement (2019) | Meilleure position |
| ----------------- | ------------------ |
| France (SNEP)     | 1                  |

### Certifications
| Région        | Certification | Ventes/Streams |
| ------------- | ------------- | -------------- |
| France (SNEP) | Diamant       | 500 000        |